# NGC 3132
NGC 3132 es una nebulosa planetaria en la constelación de Vela de magnitud aparente 9,87. Es conocida también con el nombre de Nebulosa del Anillo del Sur o Nebulosa de los Ocho Estallidos. Tiene un diámetro de cerca de medio año luz, y a una distancia de 2000 años luz de la Tierra es también una de las nebulosas planetarias más próximas. Los gases que se expanden desde el centro lo hacen a una velocidad de 15 km/s. 
Imágenes obtenidas con el Telescopio Espacial James Webb claramente muestran dos estrellas cerca del centro de la nebulosa, una brillante (de magnitud 10,1) y otra más tenue. Esta última es la responsable del material expulsado que forma la nebulosa. Esta estrella, mucho más pequeña ahora que el Sol, es extremadamente caliente y emite radiación ultravioleta que hace que los gases resplandezcan por fluorescencia. La estrella actualmente más brillante está en un estadio anterior de su evolución estelar.
En la imagen, el color azul representa los gases calientes ionizados por la estrella, confinados en la región interna de la nebulosa. Por el contrario, los gases más fríos, en color rojo, se encuentran en los extremos más alejados.
NGC 3132 fue descubierta en 1835 por John Herschel.

## Telescopio Espacial James Webb

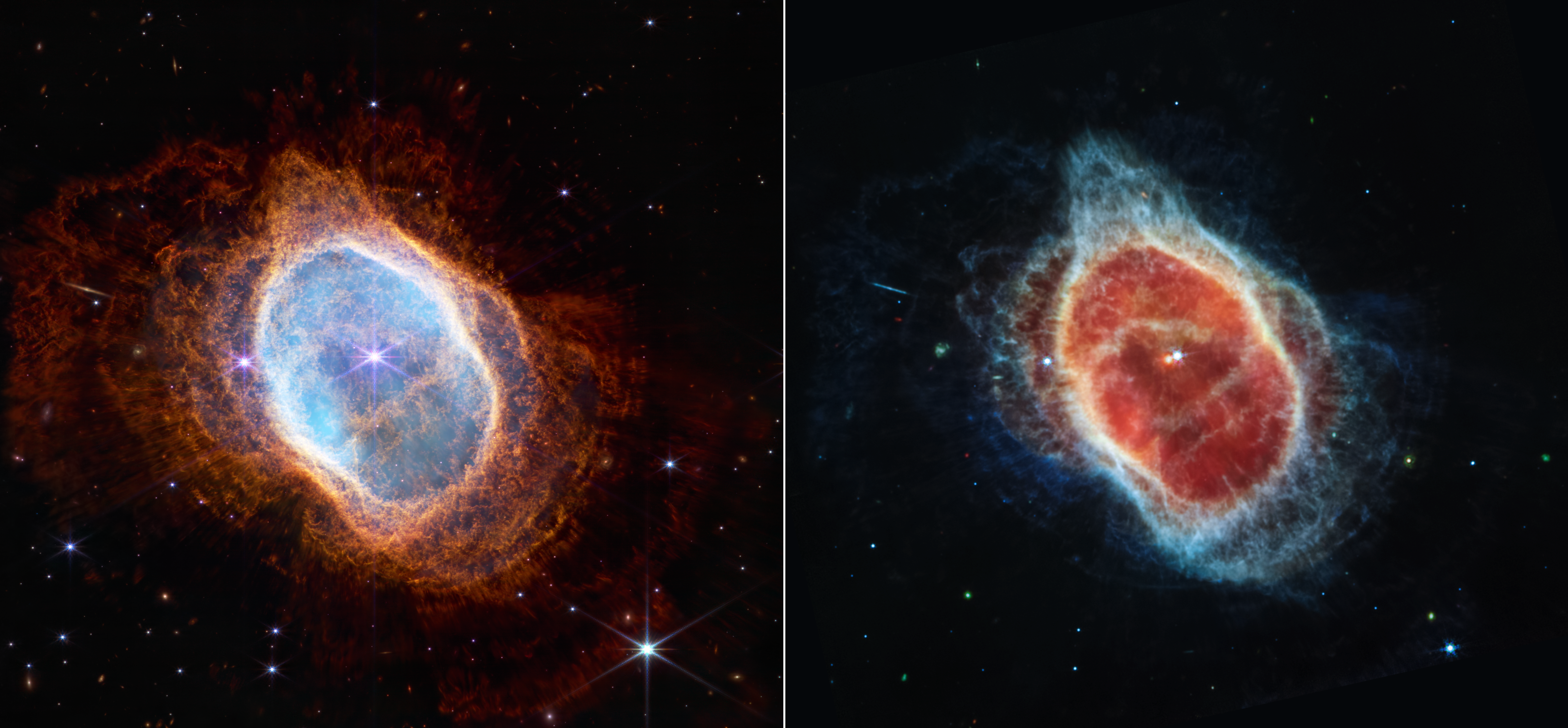
Comparación con los instrumentos NIRCam y MIRI

Está nebulosa fue seleccionada como parte de los primeros 5 objetos observados por el Telescopio Espacial James Webb, descubriendo por primera vez evidencia de una segunda estrella moribunda.